# Фонтеканале (Беневенто)
Фонтеканале је насеље у Италији у округу Беневенто, региону Кампанија.
Према процени из 2011. у насељу је живело 65 становника. Насеље се налази на надморској висини од 600 м.